# Juan Manuel Albendea
Juan Manuel Albendea Pabón (Cabra, España, 8 de junio de 1937 - 2 de enero de 2022) fue un político español del Partido Popular. Diputado por Sevilla en el Congreso de los Diputados dentro del Grupo Popular en las legislaturas VI, VII, VIII, IX y X.

## Biografía
Licenciado en Derecho. Realizó un máster en alta Dirección de Empresas. Alto ejecutivo en el sector financiero. Miembro del Comité Ejecutivo Regional de Andalucía. Fue Presidente del Consejo Social de la Universidad de Sevilla y Vocal del Consejo de Administración de la RTVA en representación del Partido Popular.
Así como también fue Vicepresidente Segundo de la Comisión de Justicia, Vocal de la Comisión de Economía y Hacienda, Vocal de la Comisión de Administraciones Públicas, Ponente de la Ponencia P.L. comercialización a distancia serv. financieros (121/97) y Vocal de la Delegación española en el Grupo de Amistad con Brasil.
En 1978 se trasladó a Sevilla, donde permaneció el resto de su vida. En la capital andaluza asumió la dirección de la delegación andaluza del Banco de Bilbao, situada en un chalé que los Luca de Tena habían tenido en la Avenida de la Palmera. Creó el Premio Andalucía de Novela instaurado por dicho banco.
Estaba casado con María Solís Muñoz-Seca. El matrimonio tuvo ocho hijos y diecisiete nietos.

### Experiencia laboral
Trabajó para el BBV durante cuarenta años.